# Црква Светих апостола Петра и Павла у Бијељини
Црква Светих апостола Петра и Павла у Бијељини припада Епархији зворничко–тузланској Српске православне цркве.

## Историјат
Црква Светих апостола Петра и Павла у Бијељини је димензија 18,5×8,5 метара. Градња је почела 1998. године, представљала је други храм у Бијељини након цркве Светог великомученика Георгија из 1869. године. Темеље цркве Светих апостола Петра и Павла је освештао 12. јула 1998. године епископ зворничко-тузлански Василије Качавенда. Градња је завршена 2004. године и освештана је 12. јула исте године.
Храм је осликао 2007—2009. године Јован Атанацковић из Београда. Иконостас је израдио Драган Петровић, а иконе на иконостасу су осликане у атељеу Петра Билића из Београда. Током поплава у Семберији и Бијељини маја 2014. године, црква је потопљена. Висина воде у храму и помоћним објектима је била око једног метра.